# C. Tóth Norbert
C. Tóth Norbert (Cegléd, 1974. március 28. –) történész.

## Élete
1980–1988 között a ceglédi Táncsics Mihály Általános Iskolában tanult, majd 1992-ben érettségizett a Kossuth Lajos Gimnáziumban. 1992–2001 között a piliscsabai Pázmány Péter Katolikus Egyetemen folytatta tanulmányait. 1997 történelem szakos tanári diplomát és medievisztika programon oklevelet szerzett. 2001-ben latin szakon abszolutóriumot tett. 2005-ben védte meg doktori disszertációját az Eötvös Loránd Tudományegyetemen.
1997-től a Magyar Tudományos Akadémia és a Magyar Országos Levéltár Zsigmondkori Oklevéltár Kutatócsoportjának tudományos segédmunkatársa, 2001-től tudományos munkatársa. 2007-től az MTA, a Szegedi Tudományegyetem és a Magyar Országos Levéltár Magyar Medievisztikai Kutatócsoportjának tudományos munkatársa, 2010-től tudományos főmunkatársa. 2012-től az MTA, a HIM, a Szegedi Tudományegyetem és a Magyar Országos Levéltár Magyar Medievisztikai Kutatócsoportjának tudományos főmunkatársa.
2000-2006 között a Pázmány Péter Katolikus Egyetem BTK Medievisztika Intézetében megbízott előadó. 2000-2004 között az ELTE BTK Régészeti Intézetében megbízott előadó. 2011-ben a SZTE BTK Segédtudományi Tanszékén megbízott előadó.
2006–2009 között és 2011-2014 között Bolyai János Kutatási Ösztöndíjban, 2009-2010-ben Habsburg Kutatási Ösztöndíjban részesült.
2006–2007 között a Báthory Miklós váci püspök Emlékbizottság tagja. 2009 óta a Kubinyi András Középkortudományi Alapítvány kuratóriumi tagja. 2011-től a Magyar Történelmi Társulat igazgatóválasztmányi tagja volt.

## Elismerései
- 2004 Akadémiai Ifjúsági-díj
- 2011 Kristó Gyula-díj

## Művei
- 2015 Az esztergomi székeskáptalan a 15. században I. - A kanonoki testület és az egyetemjárás. Budapest.
- 2015 Az esztergomi székeskáptalan a 15. században II. - A sasadi tizedper 1452–1465 közötti „krónikája”. Budapest.
- 2015 Az egri káptalan archontológiája 1387–1526. Turul 88/2, 48-71.
- 2014 Az esztergom-szentistváni prépostság második vizitációja. Egyháztörténeti Szemle 15/1, 3-23.
- Súdna právomoc bratislavského prepošta v 14.-15. storočí. Studia Historica Tyrnaviensia XVII.
- 2019 A nyitrai székeskáptalan archontológiája 1111-1526. Budapest.